# La vita delle farfalle
La vita delle farfalle è un film documentario del 1911 realizzato da Roberto Omegna con la collaborazione di Guido Gozzano, che mostra l'intero ciclo vitale delle farfalle (Parnassius apollo).

## Produzione
La prima edizione del documentario La vita delle farfalle, realizzato da Omegna nel 1911, rappresenta un incontro tra la curiosità scientifica del cineasta torinese e l'opera poetica di Guido Gozzano, cugino di Omegna, che nello stesso anno stava progettando un poema, concepito alla maniera dei didascalici secentisti sulla vita di quegli animali, che lo attraevano e lo commuovevano per il loro aspetto delicato e misterioso.
Nell'ambito dei controversi rapporti di Gozzano con il cinema, improntati ad un misto di benevola attenzione e sprezzante rifiuto, il letterato scrive le didascalie per il documentario.
La pellicola venne realizzata in Val d'Ayas (Valle d'Aosta), nei pianori situati tra le località di Antagnod e Fiéry in circa 2 mesi nella primavera - estate del 1911. Per girare il film Omegna utilizzò la tecnica delle "riprese intervallate".
Nei mesi successivi Gozzano si imbarca per l'India, dove si ferma per diverso tempo, ed il progettato poema sulle farfalle, di cui il documentario avrebbe dovuto essere una forma di anticipazione, non vedrà mai la luce. Gozzano riuscirà soltanto nel 1916, poco prima di morire, a pubblicare su L'Illustrazione italiana il racconto La messaggera marzolina.
Il documentario fu premiato quale migliore opera presentata per la categoria scientifica alla Esposizione Internazionale di Torino del 1911, organizzata in occasione del 50º anniversario dell'unità italiana. Ottenne anche un riconoscimento di 5.000 lire dal Ministero della pubblica istruzione per il suo valore didattico.
Nel 1921, dopo essere uscito dalla "Ambrosio", ormai avviata verso il fallimento a causa della crisi in cui era caduta la cinematografia italiana, Omegna realizzerà in proprio un secondo documentario sullo stesso argomento e con lo stesso titolo che poi conferirà al patrimonio dell'"istituto Luce" quando nel 1926 ne assumerà la direzione della sezione scientifica. Una copia del primo documentario è conservata presso il Museo nazionale del cinema di Torino.

## Riconoscimenti
- 1922 - Concorso internazionale di cinematografia
  - Primo premio della categoria scientifica